# さよならジュピター
『さよならジュピター』（英題：Sayonara Jupiter）は、1984年に公開された東宝と株式会社イオの提携・制作による日本のSF映画（特撮映画）およびその原案をノベライズしたSF小説。

## 概要
地球に接近するミディアム・ブラックホールを、木星を爆発させることにより軌道を変更させようとするプロジェクトを軸に、さまざまな人間模様を描く。人類の生存のために木星の改造から破壊へ向かう技術者グループと、自然との共生を主義として謳う宗教団体のメンバーにもかかわらず、教祖を愛するがゆえにその気を引こうとテロリストに転じてしまう女性の一派（実は反大統領派に踊らされている）の対立劇に、お互い愛し合っているにもかかわらず皮肉な対立を迎える主人公とヒロインの要素が加わり、光線銃によるアクションなども盛り込まれたが、映画作品としての評価は非常に低く、後年にDVD化された際にはSF映画ファンからYouTubeを含めた解説などで「いろいろ詰め込み過ぎて破裂した」と、各方面で酷評されている。
制作費が当初予算の1/3程度に抑えられたうえ、予定していた映画監督の死去などの不運も重なり、当初の詳細なストーリーやプロットを活かしきれなかったためにヒット作とすることができず、制作費の回収も未達という興行的失敗という結果に終わった。ビデオソフトがある程度は売れたうえ、テレビ放映権がフジテレビに売れて地上波のゴールデンタイムで放映されたものの、小松はある程度の借金まで抱えることになった。
小松が執筆した小説版は、初期の映画の脚本を基にしたノベライズである。登場人物や地球の未来社会も綿密に描かれており、映画よりもこちらの方が評価され、1983年にSFファンの投票によって決定される星雲賞の日本長編部門賞を受賞している。
なお、作中にはブローチ型自動翻訳機（主演の三浦友和によるアイデア）や薄型ディスプレイ（SONY中央研究所より貸与）、木星大気圏突入型探査機（NASAのガリレオで実現）など、プロット面のテクニカルな要素で多くの小ネタが提示されている。

## あらすじ
地球人口は180億人、太陽系宇宙空間の人口は5億人に達していた、西暦2125年。
太陽系外縁の開発に着手していた太陽系開発機構（SSDO）は、エネルギー問題の解決と開発のシンボルとして、2140年の実現へ向けて「木星太陽化計画」（JS計画）を進めていた。その前線基地であるミネルヴァ基地に、宇宙飛行士ホジャ・キンと、宇宙言語学者ミリセント・ウィレムが計画主任・本田英二を訪ねて来た。
ミリセントは英二に、「火星の極冠の氷をとかしたところ、ナスカの地上絵にそっくりの地上絵が発見された。それは太陽系にやって来た宇宙人からのメッセージのようで、それを解く鍵は木星の大気内にあるようだ。ついては調査に協力して欲しい」と申し出る。
また、キンは、「彗星源探査に行くことになった。ここ数年、冥王星軌道の外から来る彗星が異常に減っている。無人探査機を2機飛ばしたが、2機とも消息を絶った」と友人でもある英二に告げる。
その後、英二はミネルヴァ基地の説明会で、キンやミリセントと同じ長距離貨客宇宙船「TOKYO-III」でミネルヴァ基地の調査団としてやって来た、長らく音信不通だった恋人マリアと再会を果たすが、彼女は過激な環境保護団体「ジュピター教団」の破壊工作グループのメンバーとなっていた。
英二はミリセントに協力し、木星大気圏探査母船「MUSE-XII」と深部探査艇「JADE-III」で数万年前に太陽系を訪れた宇宙人の母船「ジュピターゴースト」の探査を木星の大赤班付近で行う。
一方、キンとミリセントのかつての想い人である天文学者・井上を乗せて彗星源探査に向かっていた長距離高速宇宙船「スペース・アロー」が謎の遭難を遂げる。計画責任者のマンスールによる調査の末、原因はミディアム・ブラックホール（太陽の質量の十分の一程度）との接触によるものであり、しかも太陽に衝突するコースをとっていることが判明する。
月の対策本部には、地球連邦大統領、副大統領、長官、世界天文学連合理事長、ウェッブSSDO総裁が集結した。恒星間宇宙船によるバーナード星への人類移住も提案されたが、それではほんの一握りの人間しか救えない。絶望の中、対策本部に来た英二が提案した。「木星太陽化のプロセスを応用して急激な核融合反応を起こし、木星を爆発させてブラックホールに衝突させ、ブラックホールの軌道を変更させる」。太陽系を救う方法は、それしかない。英二に与えられた時間は2年だった。
英二は少年科学者・カルロスらと共に木星爆破計画を進めるが、ジュピター教団の破壊工作員は爆破阻止のために最終段階を迎えていたミネルヴァ基地に潜入する。その中にはマリアの姿もあったが、英二との決死的行動によって木星は爆破され、太陽系の危機は去った。

## 登場メカニック
ミネルヴァ基地（ミネルヴァII）
木星の衛星エウロパとガニメデの間を周回する宇宙基地。JS計画の中心施設であったが、JN計画の前線基地となり消滅する。AI「ナンシー」により環境制御が行われる。
- 造型は小川模型グループが担当。1/1389スケール（1.8メートル）のミニチュアが製作された。そのほか、東宝特美によるドッキングベイのアップモデルも製作された。
- ミネルヴァ基地のいくつかのシーンには、当時、建設中であり機材搬入前であった高エネルギー物理学研究所（現・高エネルギー加速器研究機構）のTRISTAN（現・KEKB）実験装置が撮影に利用された。

スペース・アロー
長距離高速宇宙船。冥王星軌道外から接近する彗星源の調査に向かうが、ブラックホールに飲み込まれて消滅する。居住区はタワー先端部にある。電子頭脳の名前は「ナヴァホ」。航行中、クルーは冷凍睡眠を行う。
- 造型は小川模型グループが担当。1/200スケールのものが製作された。トラス部を支持するのに苦労があったという。

TOKYO-3（TOKYO-III）
地球-木星間を航行する超長距離貨客用巨大宇宙船。100人乗船可能な貨客用キャビンを最大6基連結可能である。
- 造型は小川模型グループが担当。1/200スケールのミニチュアが製作された。その後、『幻星神ジャスティライザー』のノルン艦やシェイドスターに改造された。

フラッシュバード船団
ミネルヴァIIから撤退する乗員を収容する脱出用宇宙船団の高速船。
- 造型は小川模型グループが担当。その後、『幻星神ジャスティライザー』のハデス艦に改造された。
- 小説版（ハルキ文庫下巻378ページ）では、「スペースホットロッド」のあだ名を持つ、という記述がある。

ジェイド・3（JADE-3、JADE-III）
木星大気圏深部探査船。「JADE」とは、「Jovian Atmosphere Depth Explore（木星大気圏深部探査艇）」の略。
- 造型は東宝特美が担当。全長40センチメートルのミニチュアが製作された。本機の雛型は、監督助手の手塚昌明が撮影後に小松からの許可を得て所有している。

ミューズ・12（MUSE-12）
JADE-3の探査母船。古い貨物船を改修している。「MUSE」とは、「Multi Utility Ship Extra（多目的船臨時型）」の略。
- 造型は小川模型グループが担当。その後、『幻星神ジャスティライザー』のハデス艦に改造された。

連絡艇（小型連絡用艇、小型連絡艇）
多目的に使用される汎用宇宙船。ミネルヴァに複数搭載されている。
- 造型は小川模型グループが担当。ミニチュアは1/200スケールのものと1/46.8スケールのものが製作され、同グループによる最初の造形物となった。

貨物艇
資材運搬用のカーゴ・シップ。船体の大半は、コンテナ部で占められている。いわば、実用主義一点張りの機体である。
- ミニチュアは後に『幻星神ジャスティライザー』のライザー星のレジスタンスの宇宙船や、『超星艦隊セイザーX』のシャークの宇宙船に流用された。

救命艇
本来は1人乗り、最大定員2名の超小型宇宙機。緊急脱出するための、一種の宇宙ポッド。生存可能な状態を維持するための最小限の機能を備えている。

核融合反応装置
木星爆破計画のために建造された巨大装置。

ジュピターゴースト
木星の大気圏内に出現する巨大宇宙船。全長100キロメートル以上。
- 特技監督の川北紘一は、人類の宇宙船と全く異なるイメージを検討するのに苦労したことを語っている。すでに予算も超過していたことから、小松からは「大根でいい」と言われていたという。
- ミニチュアは、2.5メートルのアップ用と7メートルのロング用が製作された。
- ジュピターゴーストが木星の大気圏を漂う場面で流れている音はザトウクジラの「歌」（鳴き声）である。これは、太古に太陽系を訪れた宇宙人が当時の地球でもっとも知性があるとみなし、メッセージを託したのがクジラであり、それゆえザトウクジラの歌はジュピターゴーストの音声メッセージと一致するという裏設定があったからである。同様の設定が『スタートレックIV 故郷への長い道』で使われているが、本作品の方が先である。なお、実際の音声データはクジラ研究者として著名なロジャー・ペイン（ザトウクジラが歌うことを発見した）より譲り受けたものである。

## キャスト
- 本田英二[出典 20]（JS計画調査主任[48]）：三浦友和
- マリア[出典 20]（マリア・ベースハート[48]、英二の恋人・ジュピター教団[48]）：ディアンヌ・ダンジェリー
- アニタ[出典 20]（アニタ・ジューン・ポープ[48]、ジュピター教団[48]）：小野みゆき
- ミリセント・ウィレム博士[出典 20]（宇宙通信工学主任[48]）[注釈 8]：レイチェル・ヒューゲット
- ピーター[出典 20]（ピーター・トルートン[48]、ジュピター教団[48]）：ポール・太河
- ブーカー[出典 21]（ブーカー・ラファイエット[48]、JS計画副主任[48]）：キム・バス（英語版）[注釈 9]
- カルロス・アンヘレス[出典 20]（JS計画研究主任[48]）[注釈 10]：マーク・パンソナ[注釈 11]
- ホジャ・キン大尉[出典 20]（宇宙飛行士[48]）[注釈 12]：ロン・アーウィン
- エドワード・ウェッブ[5][48]（太陽系開発機構総裁[48]）[注釈 13]：ウィリアム・タピア
- 井上竜太郎博士[出典 20]（天文学者[48]）：平田昭彦[注釈 14]
- ムハンマド・マンスール博士[出典 20]（彗星源探査本部[48]）：岡田眞澄
- 地球連邦大統領[48][8]（世界連邦大統領[5][7]）[注釈 15]：森繁久彌
- 役名はクレジットされていないが、当時日本で活躍していた、アンドリュー・ヒューズも出演している。

## スタッフ

### 小説
- 原作：小松左京
- ブレーンストーミング：豊田有恒、田中光二、山田正紀、伊藤典夫、高齋正、川又千秋、鏡明、横田順彌、井口健二、高千穂遥、野田昌宏
- 連載時の連名：豊田有恒、田中光二、山田正紀
- 最終原稿作成：小松左京
- イラスト：加藤直之[注釈 16]

### 映画
- 株式会社東宝映画・株式会社イオ 提携作品
- 製作協力：東宝映像株式会社
- 製作：田中友幸、小松左京
- 協力製作：田中文雄、藤原四郎
- 音楽：羽田健太郎
- 撮影：原一民
- 美術：竹中和雄
- 録音：吉田庄太郎
- 照明：小島真二
- 編集：小川信夫
- 衣装デザイナー：志村雅久（そごう）
- 助監督：三好邦夫
- 製作担当：森知貴秀
- 特殊技術
  - 撮影：江口憲一
  - 照明：三上鴻平
  - 美術：寒竹恒雄
  - 合成：宮西武史
  - 操演：松本光司
  - 特殊効果：渡辺忠昭
  - 助監督：浅田英一
  - 製作担当：池田雅行
- 特技監督：川北紘一
- 監督：橋本幸治
- 総監督・原作・脚本：小松左京

#### ノンクレジット
- 録音助手：池田昇[4]
- 擬斗・技闘・殺陣：宇仁貫三[4]
- スチール：石月美徳[4]
- 助監督（特撮）・監督助手（特撮）：鈴木健二[4]
- 撮影助手（特撮）：桜井景一[4]
- 音楽プロデューサー：前田忠彦[4]
- 背景：島倉二千六[4]
- 水中撮影：大津善彦[4]
- 効果：佐々木英世[4]、柴崎憲治[4]
- 監督助手・助監督・演出助手：手塚昌明[4]
- 演奏：東京交響楽団[4]
- CGプロデューサー・ディレクター：DAVID m GESHWIND[4]
- CGディレクター：土屋裕[4]
- CGシステム・アドバイザー：石塚朝生[4]
- 整音：西尾昇[要出典]
- 音響制作：東宝録音センター[要出典]
- 現像：東洋現像所[要出典]
- スタジオ：東宝スタジオ[要出典]
- 脚本協力：永原秀一[要出典]
- 造型：安丸信行[要出典]

## 主題歌
- 「VOYAGER〜日付のない墓標」松任谷由実

### 挿入歌
- 「青い船で」松任谷由実

### 劇中歌
- 「さよならジュピター」杉田二郎
- 「地球の四季」杉田二郎
  - 作詞はいずれも小松による。小松は採用された2曲以外にも2曲の歌詞を提供している。

## 製作

### 製作の経緯
1977年、アメリカではSF映画『スター・ウォーズ』が公開され、アニメ『宇宙戦艦ヤマト』のヒットも手伝って、日本ではSFブームが巻き起こった。『スター・ウォーズ』の日本公開は1978年となり、日本でもヒット間違いなしと言われており、この公開前に日本でも『スター・ウォーズ』に便乗したSF映画が各社で作られた。東宝では『惑星大戦争』、東映では『宇宙からのメッセージ』である。『惑星大戦争』の制作前に、東宝側から小松左京に原作提供の申し入れがあったのが、本作品を制作するきっかけとなった。かねてから日本でも『2001年宇宙の旅』に匹敵する本格SF映画を作りたいと念願していた小松は、即席の便乗企画でなく、改めて本格的なSF映画をということで、東宝と合意。東宝は急遽、『惑星大戦争』を制作し、1977年12月に公開した。
以前、1976年にアニメ制作会社東京ムービーに依頼されて用意したものの、テレビアニメ化に繋がらなかったアイデアとストーリーを原案に、小松は1977年暮れから、当時の若手SF作家を中心に集合をかけ16回に及ぶブレーン・ストーミングを行なった。参加したメンバーは、豊田有恒、田中光二、山田正紀、伊藤典夫、高齋正、川又千秋、鏡明、井口健二、横田順彌、高千穂遙らで、スタジオぬえの加藤直之、宮武一貴がイメージ・スケッチを描いた。1979年に木星に接近したNASAのボイジャー計画による最新の探索データが取り入れられ、また、ハードSFで知られるSF作家の石原藤夫にも声がかかり、映画に登場する天体の軌道計算という考証面で協力した。軌道計算のシミュレーションは、当時出始めの8ビットCPUのパソコン（マイコン）で行なわれ、映画の宣伝も兼ねてパソコン雑誌でも紹介された。その結果は木星の質量でブラックホールの軌道を変えたとしても、ブラックホールの影響を吸収しきれず、地球の公転軌道が大きく変わってしまうというものであった。いくつかのシミュレーションがあり、条件によってなんとか人類の生存が可能な状況になるものもあった。
1979年半ばにシナリオの初稿は脱稿。併せてアメリカでの著作権登録も行った。これは、初稿が上映時間3時間を越え、外国人俳優を多数必要とするというスケールの大きさから、小松がアメリカとの合作も視野に入れたためである。後にアメリカの映画会社から原作を買い取りたいという申し出があったが、アメリカ人を主役とし、小松を制作には関与させないという契約条件であったため、小松が断ったという逸話がある。以後、第3稿からは監督を務めることになる東宝の橋本幸治も加わって登場人物とストーリーを刈り込み、6度の改稿の末、撮影用の台本は完成した。クレジットはされていないが、半分に短縮した第4稿以降は橋本が小松らの意見を加えつつ執筆している。
映画化に先駆けて、映画の初稿脚本を原作としたノベライズを1980年から週刊サンケイに連載したが、豊田有恒、田中光二、山田正紀との連名で発表されていた。表向きは、小松が多忙で執筆できない場合に備えたものというものだったが、共同執筆者を立てることで少しでも企業側からの映画製作の資金を得たいというのが本当の理由だった。結局、代筆はされることはなく、単行本化の際には小松単独の名義になった。連載中の1981年、小松は本作制作のために、株式会社イオ（個人事務所）を設立し、本作品を東宝とイオの共同制作とする。小松は脚本執筆のみでなく、総監督として現場の指揮も執ることになり、映画化の全般に責任を負う体制を敷いた。
1983年3月に撮影用台本は完成。小松の『日本沈没』映画化作（1973年）を監督した森谷司郎を再び監督に予定していたが、森谷の死去に伴いその助監督だった橋本幸治を監督に起用したとされている。しかし実際に森谷が亡くなったのは映画公開後の1984年12月2日である。特技監督は、新鋭の川北紘一が務め、4月に特撮、5月に本編がクランクイン、7月末にクランクアップ。編集や合成、音響制作作業を経て、完成したのは1983年10月のことである。
イオではストーリーボードをはじめとした映画製作資源の時系列管理一元化を支援する目的で、パソコンが積極的に活用された。この当時一般的だったパソコンとはCUI・スタンドアロンBASIC言語によるソフト開発・HDDは無くストレージはカセットテープ記録のみ、というようなものであったためフルスクラッチ開発は素人にはハードルが高く、小松は「俺もさすがにパソコンは使えないか」と落胆したというが、ソード社の簡易開発環境PIPSには高次の機能をまとめた独自コマンドが多数用意されていてプログラマでなくても開発できるということがわかり、結局これを導入することで事務局スタッフでも管理システムを自主開発し運用することが出来た。

### 撮影
登場人物が日本語、英語、フランス語、ドイツ語とさまざまな言語で会話していることについては、超小型の自動翻訳機を使用していることが序盤で明示されているが、これは主演の三浦友和が不得手な英語を話さずに済むようにと考え出したアイデアである。
宇宙船の内部機器類は、京王技研（現：コルグ）のシンセサイザー・モジュールを、航空機のパネルに見立てたセットが使われている。このシンセサイザーは、当時、映画会社で効果音の作成などに用いられたもので、その後の東宝の特撮映画でも同じようなセットが用いられている。
劇中のコンピュータのディスプレイとしては主としてCRT（ブラウン管）モニターが使用された。これは毎秒30コマであるのに対し、撮影用の映画フィルムは毎秒24コマである。両者のコマの周期が違うために、このままではモニター画面にちらつきが生じ見辛くなってしまう。これを避けるために、CRTモニターが写る場面では、フィルムを毎秒30コマにして撮影し、映写時に24コマに戻すという方法が取られた（スローモーション撮影と同様の手法）。当然、俳優の動作が実際より遅く見えることになるが、撮影時に俳優に普通より速く動作してもらうことで対応した。
作中で使われているコンピューターのキーボード類はスポンサーの廃品を利用した物である。このため、見慣れた人には廃品利用であることが瞭然であるという。
カルロスの木星太陽化計画や井上博士の彗星源探査計画のブリーフィングで使われているハンディタイプのディスプレイはソニーが当時開発中であった「プラズマディスプレイ」の試作品である。
作品中に描かれるラブルーム内におけるシーンは、ブルーバックの前で役者が演じたフィルムを撮影した後、多重光学合成によって背景を重ね合わせる処理によって実現した。そのため、人体の表現において重力の影響と思われる箇所が映し出されている。しかし、その処理の後、ソフトエンハンス処理を施すことによって、それらを最小限に食い止めている。川北は同シーンの合成に苦労した旨を語っている。

### 特殊撮影
本作品は、特殊撮影において『2001年宇宙の旅』や『スター・ウォーズ』を意識しており、これらの作品で使われた撮影技術を取り入れて、日本映画の技術的な遅れを取り戻すとして、精巧なモデルの製作やモーション・コントロール・カメラなどの新技術導入の経緯がパンフレットなどで紹介された。本作品について川北は、従来の東宝特撮の宇宙観を変えるような作品になったと述べている。
本作品に登場する宇宙船のプロップの大半は、当時まだ学生だった小川正晴を中心とする小川模型グループ（現：オガワモデリング）が製作。従来のミニチュアは木材で作られることが多かったが、本作品ではプラスチックが用いられ、釘などを気にせずに細かなディテールを施すことが可能となった。電飾も従来の電球ではなくプラスチック・ファイバーを導入している。宮武一貴のデザインを再現したプロップ群は東宝川北組の特撮とも相まって現在も高い評価を受けている。一方で、プラスチック製であったことから照明の熱で溶けてしまうこともあり、撮影現場では不評であったという。ミニチュアモデルは、1985年に開催された国際科学技術博覧会（つくば科学万博）の三菱未来館の未来映像にも使用され、後に、2004年から放送されたテレビ特撮番組『幻星神ジャスティライザー』にも流用された。
また、日本の特撮映画では初めてロボットアームを使用してモーション・コントロール・カメラによる撮影を行った。日本には映画撮影用の専用機はなく、ロボットはアマダ製の工業用（「アボット」の愛称）を流用した。それでも精密機器には変わりなく、スタッフは扱いに非常に気を使ったが、掃除のおばちゃんがパネルの上で雑巾を絞っていても大丈夫で、アマダの技術者は「こいつは意外とたくましいんですよ」と胸を張ったという。その一方で、日本特撮の伝統芸である「吊り」によるミニチュアワークも随所に見られる。この「吊り」もブルーのワイヤーを使うことで、ブルーバック合成すると完全に見えなくなるような新しい試みもされている。
ミニチュアと実写の合成では「ダイレクト・マット・プロセス」という手法も使われた。フィルム撮影した画像の合成は撮影後のポストプロダクション作業の光学合成工程で行われるのが通例だったが、「ダイレクト・マット・プロセス」は撮影後の合成を経ずに撮影時点で一度に合成してしまう技術である。ミニチュア・実写それぞれに独立したレンズを向けてフレーミングを合わせ、双方の映像をハーフミラーに導いて合成し、それを撮影する。ポストプロダクション合成と比べて、撮影条件の制約は大きく、合成の修正も利かないが、合成コストを低くできる利点がある。宇宙船（連絡艇、貨物艇、脱出用宇宙船「フラッシュバード」）の船窓からコクピット内の乗員が見える場面の合成にこの方法が用いられた。
当時まださほど精度の高くなかったCGも積極的に使用された。モニタ表示画面のほとんどはパソコンで製作したものだが、撮影当時、世界に数台しかない三菱総合研究所所有のスーパーコンピュータ「Cray-1」で製作された物も一部含まれている。これらはCGだけでなく、コンピュータ自体についても専門家ではない素人同然のイオの若手スタッフが作った物である。アメリカのCG製作者に発注した木星の爆発シーンは、NASA所有のボイジャー探査機の画像デジタルデータを基に、日本映画で初めてCGを実景として使用したものである。またビデオ合成も検討されたが、当時の解像度ではスクリーンにかけると「まるでスダレ」（小松談）だったのでボツとなった。川北によれば、小松はコンピュータを用いれば色々できると思っていたが、当時の技術ではできないことが多かったと述懐している。
特撮用の木星の模型などは、NASAのJPL（ジェット推進研究所）でスチール写真に落とす処理を行ったボイジャーの撮影データがそのまま用いられた。NASA担当者の「それじゃ、やってごらん」との配慮による提供であるが、小松は、米国の友人（作家になる以前に原子力の記者などをしていた関係での知り合い）に「日米友好のために」と事前に頼み込んでいた。ボイジャーデータを借りることになったのは、直接CGを描くと1秒間2,000万円（当時のレートで10万ドル）も予算が必要とされるが、本作品の場合には日米合作という手法を取ることができず、外貨を節約しなければならなかったためである。なお、ボイジャーデータを借りることが可能だっため、当時の最新技術であった、テクスチャーマッピングによって制作時間の短縮が行われ、実際に要した費用は1秒間500万円（当時のレートで2万5千ドル）となった。川北は、これにより従来の特撮映画での宇宙描写のような嘘がつけなくなり、やりにくい時代になったと感じたことを述懐している。
宇宙空間の描写は、従来の日本映画では青く表現されることが多かったが、本作品では無の世界を表現するため黒くしており、光源も太陽光を意識して陰影をはっきりさせている。ミニチュアも影の部分は黒く塗っており、照明の乱反射を防いでいる。星空は合成で加えている。川北は、日本映画での宇宙空間を変えたいと考え、合成を主としミニチュアワークは極力減らし、宇宙空間の広がりや殺伐とした世界を表現したかったと述べている。
火星極冠の爆破シーンは、東宝撮影所第9ステージに広大なセットが造られ、12トンの水を流す一発勝負での撮影が行われた。

### 音楽
小松は、主題歌を歌う松任谷由実を撮影所に招いて製作現場を見せたい意向であったが、松任谷も多忙なため果たせず、対面は本編撮影終了後になったという（本作品以前に海外で偶然出会ったことがあり、面識がなかったわけではない）。
ジュピター･ビーチで英二とピーターが対話する場面での音楽は、羽田健太郎が本作品と同じく音楽監督をつとめたテレビアニメ『超時空要塞マクロス』のBGMが流用されている。
使用楽曲を収録したオリジナルサウンドトラック盤は当時のスタンダード規格であるLPレコード・カセットテープに加えCDでも発売された。CD規格による音楽ソフトウエア商品発売開始の黎明期でもあり再生機もプレス製造環境も普及が進んでおらず発売枚数もそれほど多くなかったものと思われ、CDパッケージ商品は当時は勿論のこと、後年でもかなり高価な印象を与える3,800円という定価が設定されていた。以降、企画もののCDなどにメインタイトルなどの一部楽曲が収録されることはあったが、オリジナルサウンドトラック盤としてのフルパッケージは2013年9月までの間再発売が一切無く、中古市場での取引価格はその間ずっと高値を維持し続けていた。

### アーサー・C・クラークへの出演依頼
小松からの出演要請を受けたアーサー・C・クラークは、それを見合わせる返事の手紙で、自身の最新作『2010年宇宙の旅』と似通った（木星の太陽化という）プロットへの驚きが示された。もしも半年前の出版時期にプロットを読んでいたら、ダーウィンの進化論が発表される前に届いた、ウォーレスからの手紙の逸話のように困惑していただろうと綴られた。またクラークは小説化を進言して、興味深いストーリーではあるが、映画化には込み入り過ぎているとも述べた。

### その他
- JS計画のシンボルマークは占星術・天文学で使われる木星と太陽の惑星記号を組み合わせたもの。同時に計画目標年とされる西暦2140年を表している（木星の惑星記号はそもそも「4」を象ったもの）。
- プラハで行われる現代音楽祭において、音楽家、冨田勲とのコラボレーションで、コンピュータグラフィックスによる映像を活用した経験から、小松は本作品の撮影以前からCGへの関心を高めていた。また、京都産業大学での研究環境を見学したこともあるという。当時は、8ビットコンピュータによるCGの黎明期であり、その後、CG専用コンピュータが開発され、NICOGRAPH（SIGGRAPHの日本版のような学術会議・展示会）が開催される前夜のことである。
- 主人公の名前、本田は自動車メーカーのホンダから。小松はスポンサーや車両提供などを密かに期待していたらしい。一方で東宝特撮映画に貢献した本多猪四郎、円谷英二両監督へのオマージュとしてつけられたとする資料[66]もあるが、後年において作者は偶然の一致と否定している。
- 小説で「スペース・アロー」が彗星源探査に飛び立つ直前にパイロット、ホジャ・キンが見ていた映画は『スター・ウォーズ20』だったが、映画では同じ東宝の『三大怪獣 地球最大の決戦』のゴジラ・モスラ・ラドン・キングギドラの戦闘シーンが使用され[19][6]、基地に侵入したジュピター教団メンバーが暴れるシーンとカットバックされている。
- 英二の部屋にはゾイドのビガザウロとグランチュラの改造キットが動いている。
- 映画の制作期間中、イオのスタッフはその過酷な労働状況から「イオ・クンタ・キンテ」と呼ばれていた（クンタ・キンテはアレックス・ヘイリーの著書およびテレビドラマ『ルーツ』の主人公）。橋本は、本作品で苦労した経験から、自身の監督次作『ゴジラ』は天国のようであったと語っている[67]。
- ボイジャー1号の観測によって木星に輪があることが発見されたため、本作品においても輪が描写されている。ピアノのBGMとともに一瞬輪がきらめくシーンは、当時最新の観測成果が反映された印象深いカットになっている。
- 本作品について井上博士役の平田昭彦は、自身が生きているうちには経験できないであろう近未来の世界を体験できたことは貴重な経験であったとしつつも、すべてが計算しつくされている作品では先が読めてしまいつまらなく、テレビゲームを見ているようであったと述べている[68]。
- 脚本家の永原秀一も本作品の脚本を執筆していたとされるが、小松の意向により採用されなかった[69]。製作の田中友幸は、永原の脚本であればもう少し成功していたかもしれないと述べている[69]。その後、永原は橋本の監督次作『ゴジラ』で脚本を手掛けた[69]。
- 特撮監督の樋口真嗣は、高校生時代に見学者でありながら川北の下で製作の手伝いも行っていた[70]。樋口は、本作品の現場を通じて日本の特撮が変わっていくことを実感し、大学受験をせず撮影現場に通い詰めるようになったという[70]。
- 小松最後の長編SF小説となった『虚無回廊』で、異星知性体タリア6の過去の体験にてジュピター・ゴーストと類似の巨大宇宙船との遭遇が語られている。

## 映像ソフト
本編のビデオが劇場公開と同時の1984年3月17日に発売されており、また先だってメイキングビデオも同年2月10日に発売されている。品番はTG4537S。
2003年に発売されたDVDスペシャル版には、解説ブックレットとTOKYO-III、MUSE-12、スペース・アローのプロップ図面が付属し、特典ディスクには前述のメイキングビデオやテレビ特番、撮影現場やプロップ制作風景のスナップ、デザイン画や小説版連載挿絵などが収録されている。映画本編についてはオリジナル音声のほか、ドルビーデジタルとDTSによる5.1chリミックス音声版が収録されており、保存されていたオリジナルの台詞やBGMと合わせて効果音の差し替えなど、音響面での再設計が行われている。2006年には本編ディスクのみのスタンダード版も発売された。
2021年10月にはBlu-ray版が発売された。

## コンピュータゲーム
映画のゲーム化を盛んに行っていたポニーキャニオンのポニカレーベルにより、映画とタイアップする形でコンピュータゲーム化が行われている。
- 1984年にPC-8801、FM-7、MSX、MZ-700向けのアクションゲームとしてカセットテープを媒体に2800円で発売。
- 1985年には、FM-7向けにフロッピーディスクによる供給でアドベンチャーゲーム化が行われ、5800円で発売された。

## ラジオドラマ
2006年3月に月曜日から金曜日の23時55分から0時まで5分のラジオドラマ番組『小松左京DRAMANCE 〜さよならジュピター〜』がジャパンエフエムネットワーク系列のラジオ局で放送された。出演は、松尾貴史、イッセー尾形。

## 関連書籍
- 小松左京『小松左京のSFセミナー』集英社文庫、1982年 - 製作準備中の小松の意気込みが記されている。
- 小松左京『さよならジュピター 上巻』徳間文庫、1983年 - 小松本人が企画の成立経緯を解説。
- 小松左京『シナリオ版さよならジュピター』徳間文庫、1984年 - 製作経緯が記された「あとがきにかえて」。
- 小松左京 監修、井口健二 責任編集『THE MAKING OF さよならジュピター』徳間タウンムック、1984年 - 映画公開当時発売されたヴィジュアル・ブック（ムック）。小松左京、橋本幸治、三浦友和、松任谷由実らへのインタビュー、特撮シーンのレポート等。
- 『映画秘宝 底抜け超大作』洋泉社、1996年 - 公開初日で本作品を見たSFファン出身の作家山本弘によるレビュー。SF界の反応など。
- 小松左京『SFへの遺言』光文社、1997年
- 小松左京『さよならジュピター 上巻・下巻』角川春樹事務所ハルキ文庫、1999年 - 小松へのインタビューが掲載されている。聞き手はSF評論家の日下三蔵。
- 小松左京・イオ『小松左京マガジン 第23巻』角川春樹事務所、2006年 - 本作品などの映画化された小松作品の海外での公開状況について。
- 『ENTERTAINMENT BIBLE.9 スタジオぬえ メカニックデザインブック PART.2 宇宙戦艦編』バンダイ、1990年  - 本作品に登場した宇宙船の設定が掲載されている。

## 関連作品
- テレビドラマ『西部警察 PART-III』の最終回「大門死す! 男達よ永遠に…」（1984年10月22日放映）において、レギュラー出演者である御木裕が本作品の宣材として制作されたロゴ入りTシャツを着用している。同作は第6話までレギュラー出演していた三浦友和、音楽の羽田健太郎など、本作品と共通するスタッフ・キャストも多い。
- テレビアニメ『新世紀エヴァンゲリオン』に登場する「第3新東京市」の名は、本作品の宇宙船「TOKYO-III」にちなんでいる[65]。また、劇場アニメ『シン・エヴァンゲリオン劇場版𝄇』では挿入歌として「VOYAGER〜日付のない墓標」が使用された[73][65]。
- テレビアニメ『ラーゼフォン』では、本作品の宣伝用ポスターがプロップとして劇中に登場した。東宝とイオの正式なライセンスを受けたものであり、同じく小松左京原作の『首都消失』のポスターも登場している。
- 本作品に登場したミニチュアの多くは、川北紘一が特撮監督を務めた特撮テレビシリーズ「超星神シリーズ」の各作品において流用されている[74][75][76]。川北によれば、ミニチュアを自由に使えるようにするため、保管していたオガワモデリングから100万円ですべて買い取ったという[74]。